# Gabriele Clima
Gabriele Clima (Milano, 28 maggio 1967) è uno scrittore italiano.

## Biografia
Dopo la laurea in Lingue e Letterature straniere presso lo IULM di Milano, frequenta prima la Scuola d’Arte e Illustrazione del Castello Sforzesco e poi la Internazionale di Illustrazione di Sarmede sotto la guida di Štěpán Zavřel, Arcadio Lobato e Linda Wolfsgruber.
Dopo diverse collaborazioni nella comunicazione e nella pubblicità come illustratore e copywriter, e un periodo di insegnamento del disegno alla scuola dell’Associazione Illustratori di Milano, assume alla fine degli anni ’90 la direzione artistica di Armadel, il primo comic multimediale e interattivo per il web creato da Media Comics in collaborazione con Corriere della Sera, e fra gli anni ’90 e i primi anni 2000 fonda Studioscuola, uno studio di progettazione editoriale per la didattica e la divulgazione.
Da questo momento, scrittura e illustrazione andranno di pari passo, e dopo una collaborazione con lo studio Settemondi di Giovanni Gualdoni come consulente e sceneggiatore per il mercato del fumetto francese, assume la consulenza editoriale e artistica di Curci Young e la direzione artistica delle edizioni La Coccinella. Parallelamente, inizia il suo lavoro nelle scuole, tenendo incontri e laboratori di scrittura coi ragazzi e corsi di formazione con docenti e educatori. 

### Libri e tematiche
Ha scritto più di centocinquanta libri per diverse fasce d'età, dagli albi per la prima infanzia alla narrativa per adolescenti e giovani adulti, ed è autore di 13 romanzi. Scrive principalmente su tematiche sociali quali il disagio, la diversità, il razzismo, la discriminazione; il romanzo Il sole fra le dita, una storia di disabilità ispirata a personaggi reali, gli è valso il Premio Andersen 2017 come miglior libro oltre i quindici anni. Dichiara di concepire una letteratura che conduca il lettore su vie accidentate invece che offrirgli storie facili, e lo spinga a riflettere, a spostare il punto di vista e allargare la propria visione della realtà; i libri "forti" diventano così un modo per accompagnare i ragazzi alla comprensione di emozioni complesse. La trilogia Alibel, pubblicata fra il 2021 e il 2022, è a sua detta una storia sulla complessità, in cui i temi sociali si intrecciano all'interrogazione sulla vita e sulla morte. 

### Premi e riconoscimenti
Vince il premio Andersen nel 2017 con il romanzo Il sole fra le dita, entrando lo stesso anno nella selezione IBBY International Outstanding books for people with disabilities e nel 2020 con Black Boys nella White Ravens selection della Internationale Jugendbibliothek di Monaco. Nel 2018 viene selezionato con La stanza del lupo al Premio Strega Ragazze e Ragazzi, e l’anno successivo è finalista con lo stesso libro al Premio Orbil. Nel 2018 vince il Premio Minerva Letteratura e impegno civile con Continua a camminare, e nel 2021 il Best Children's Book Price del Banco del Libro, Venezuela, con La stanza del lupo, considerato il miglior libro straniero. Nel 2022 è candidato al Premio Bancarellino con Fiori di Kabul e Alibel, la Malastriga.
Dal romanzo Continua a camminare sono stati tratti due spettacoli teatrali, nel 2020 per il Teatro Munari, con la regia di Renata Coluccini, considerato fra i dieci migliori spettacoli per ragazzi della stagione 20/21, e nel 2024 per il Theatre Trier, Germania, con la regia di Paul Hesse.

## Opere

### Narrativa

#### Giovani adulti e adolescenti (selezione)
- Alibel (la trilogia), testi di Gabriele Clima, illustrazioni di Gabriele Clima e Francesca Carabelli, Milano, Piemme, 2021-2022, ISBN 978-8856682229
- Fiori di Kabul, testi di Gabriele Clima, Trieste, Einaudi Ragazzi, 2021, ISBN 9788866566526
- Con le ali sbagliate, testi di Gabriele Clima, Crema, Uovonero, 2020, ISBN 9788896918975.
- Black boys, testi di Gabriele Clima, Milano, Feltrinelli, 2020, ISBN 9788807910593.
- La stanza del lupo, testi di Gabriele Clima, Milano, Edizioni San Paolo, 2018, ISBN 9788892214521
- Continua a camminare, testi di Gabriele Clima, Milano, Feltrinelli, 2017, ISBN 9788807910333
- Il sole fra le dita, testi di Gabriele Clima, Milano, Edizioni San Paolo, 2016, ISBN 9788821598760
- Identici, testi di Gabriele Clima e autori vari, Milano, Edizioni Salani, 2019, ISBN 9788893819947

#### Preadolescenti (selezione)
- Il bambino che faceva le fusa, testi di Gabriele Clima, illustrazioni di Ilaria Campana, Milano, Edizioni Piemme, 2019, ISBN 9788856669428
- I guerrieri dell'arcobaleno, testi di Gabriele Clima, Trieste, Einaudi Ragazzi, 2019, ISBN 9788866565031
- Io non ci sto! L'estate che divenni partigiana, testi di Gabriele Clima, illustrazioni di Arianna Operamolla, Milano, Mondadori, 2017, ISBN 9788804676171
- L'albero delle storie, testi di Gabriele Clima, illustrazioni di Alberto Madrigal, Milano, Edizioni Piemme, 2015, ISBN 9788856641394
- Roby che sa volare, testi di Gabriele Clima, illustrazioni di Cristiana Cerretti, Cosenza, Edizioni Coccolebooks, 2018, ISBN 9788898346936
- La banda del bicarbonato, testi di Gabriele Clima, illustrazioni di Allegra Agliardi, Trieste, Editoriale Scienza,  2015, ISBN 9788873077329

#### Prima narrativa (selezione)
- Lo specchio di Lorenzo, testi di Gabriele Clima, illustrazioni di Sarah Khoury, Milano, Piemme, 2021, ISBN 978-8856681987
- La mia maestra è un vampiro, testi di Gabriele Clima, illustrazioni di Carla Manea, Milano, Mondadori, 2017, ISBN 9788804674245
- Pecora e lupo, testi di Gabriele Clima, illustrazioni di Martina Peluso, Edizioni Buk Buk, Trapani 2015, ISBN  8898065094
- Senti senti che scuola, testi di Gabriele Clima, Roberto Piumini, Vivian Lamarque, Guido Quarzo, illustrazioni di Desideria Guicciardini, Milano, Mondadori, 2014, ISBN 9788804618102
- Basta con le puzze, testi di Gabriele Clima, illustrazioni di Silvia Vignale, Firenze, Giunti, 2014, ISBN 9788809795006
- Amico d'acqua, amico di terra, testi di Gabriele Clima e Alfredo Stoppa, illustrazioni di Sonia Maria Luce Possentini, Edizioni Botalla, Gaglianico, 2013, ISBN 9788897794080
- Radici, testi di Gabriele Clima e autori vari, Modena, Franco Cosimo Panini, 2013, ISBN 9788857005898
- Il presepe di Clara, testi di Gabriele Clima, illustrazioni di Antongionata Ferrari, Milano, Edizioni San Paolo, 2011, ISBN 9788821571619

### Albi illustrati (selezione)
- Regina Kattiva, testi di Gabriele Clima, illustrazioni di Lorenzo Sangiò, Perugia, Edizioni Corsare, 2021, ISBN 9788899136703
- Storia di Vera, prefazione di Liliana Segre, testi e illustrazioni di Gabriele Clima, Milano, Edizioni San Paolo, 2020, ISBN 9788892223905
- Il bimboleone e altri bambini, testi di Gabriele Clima, illustrazioni di Giacomo Agnello Modica, Perugia, Edizioni Corsare, 2019, ISBN 9788899136475
- Guarda le stelle, testi di Gabriele Clima, illustrazioni di Pia Valentinis e Mario Onnis, Firenze, Edizioni Fatatrac, 2016, ISBN 9788882224806
- Mumi senza memoria, testi di Gabriele Clima, illustrazioni di Chiara Carrer, Milano, Edizioni Il gioco di leggere, 2010, ISBN 9788861030305
- Ho visto un re passare, testi di Gabriele Clima, illustrazioni di Giovanni Manna, Milano, Edizioni San Paolo, 2011, ISBN 9788821570209

### Prima infanzia (selezione)
- Con un ditino (collana, tredici titoli), progetto, testi e illustrazioni di Gabriele Clima, Edizioni La Coccinella, 2014, ISBN 9788875488789
- Piccole storie di natura (collana, sei titoli), progetto e testi di Gabriele Clima, illustrazioni di Agnese Baruzzi, Edizioni La Coccinella, 2018 ISBN 978-8868906306
- Amico mondo (collana, tre titoli), progetto e testi di Gabriele Clima, illustrazioni di Antonio Boffa, pop-up di Dario Cestaro Edizioni La Coccinella, 2019 ISBN 978-8868907105
- Oggi mi sento… (collana, due titoli), progetto, testi e illustrazioni di Gabriele Clima, Edizioni La Coccinella, 2018, ISBN 978-8868906023
- Bubusettete (collana, tre titoli), progetto e testi Raffaella Castagna e Gabriele Clima, illustrazioni di Raffaella Castagna, Edizioni La Coccinella, 2018, ISBN 978-8875484019
- Piccolo e grande (collana, quattro titoli), progetto, testi e illustrazioni di Gabriele Clima, Edizioni La Coccinella, Milano, 2011, ISBN 9788875486488
- I bambini del mondo (collana, tre titoli), progetto, testi e illustrazioni di Gabriele Clima, illustrazioni Giulia Orecchia, Edizioni La Coccinella, Milano 2008, ISBN 978-8875483050
- Le storie di Topo Alberico (collana, quattro titoli), progetto, testi e illustrazioni di Gabriele Clima, Milano, Edizioni La Coccinella, 2008, ISBN 9788875482671
- Oplà e altre storie, testi e illustrazioni di Gabriele Clima, Campanotto Editore, Pasian di Prato, 2003, ISBN 8845605507